# Poder Paralelo
Poder Paralelo é uma telenovela brasileira produzida e exibida pela Record entre 14 de abril de 2009 e 2 de março de 2010, em 237 capítulos, substituindo Chamas da Vida e sendo substituída por Ribeirão do Tempo. Escrita por Lauro César Muniz, com colaboração de Aimar Labaki, Dora Castellar, Mário Viana, Newton Cannito e Rosane Lima, sob direção de José Carlos Piéri, Leonardo Miranda, Marcus Coqueiro e Sacha Celeste e direção geral de Ignácio Coqueiro Foi livremente inspirada pelo livro Honra ou Vendetta, do jornalista Silvio Lancelotti.
Conta com Gabriel Braga Nunes, Miriam Freeland, Palomma Duarte, Marcelo Serrado, Tuca Andrada, Adriana Garambone, Floriano Peixoto, Petrônio Gontijo e Patrícia França nos papéis principais.

## Enredo
| “ | A história começa em Palermo. Um atentado é preparado e um homem será assassinado. A ordem parte do Brasil, mas a vítima está na Itália. É Tony Castellamare (Gabriel Braga Nunes), um brasileiro de origem italiana que é suspeito de ligações com a máfia. Mas o crime é interceptado por Téo (Tuca Andrada), delegado da Polícia Federal Brasileira e chefe da operação que investiga uma poderosa conexão do narcotráfico. Numa ação rápida, o delegado impede que Tony morra com a explosão de uma bomba em seu carro, mas não consegue evitar a pior tragédia. A Condessa Marina di Salaparuta (Daniela Galli), a mulher de Tony, e suas filhas gêmeas morrem numa terrível explosão criminosa. Tony não consegue chegar a tempo de impedir que a mulher entre no carro e vê a família morrer. Atingido pela tristeza, Tony descobre que a ordem para matá-lo partiu do Brasil e decide se vingar. | ” |

Tony, acompanhado do filho Eduardo, se muda para o Brasil, se hospedando na casa de seus pais, os italianos "Don Caló" e "Mamma Freda". A falta de definição quanto ao envolvimento de Tony com a máfia intriga Téo, delegado que investiga uma suposta rede de narcotráfico que ligaria criminosos no Brasil e na Itália e seria liderada por um misterioso comandante conhecido apenas como "Capo".
No final da trama Bruno morre numa explosão de carro armada por Don Caló e Tucci, sendo que o primeiro morre também na explosão. Maura e Rafael terminam juntos e Nina é condenada a pena de serviços comunitários vivendo assim ao lado de Pedro. Nasce o filho de Tony com Fernanda Lira. Tony e Lígia terminam juntos. E Fernanda vai viver na Espanha com seu filho.

### Romances
Tony conhece, pouco antes do atentado contra sua família, a jornalista brasileira Lígia Brandão(Miriam Freeland) , encarregada de investigar sua vida e obter uma matéria para a revista em que trabalha. Ela se sensibiliza com o sofrimento de Tony ao perder a esposa e as filhas e, com o desenvolver da trama, se vê envolvida com ele.
O personagem Bruno Villar, inicialmente visto como um personagem ambíguo tal qual Tony, é um empresário casado com Maura e é pai de Luísa, Pedro e Junior. Bruno tem na atriz Fernanda Lira, uma amante. Mas a presença de Tony atrapalha esse relacionamento. Pedro, filho de Bruno, se recusa a seguir os passos do pai assumindo as empresas da família e apaixona-se por Nina, funcionária da empresa e muito mais velha que ele. A irmã de Pedro, Luísa, se vê como parte de um triângulo amoroso entre seu noivo, André, e o fotógrafo "Dog".

### Quem é o Guri?
A partir do capítulo exibido a 3 de novembro de 2009, alguns personagens da novela foram misteriosamente assassinados, sempre mantendo um clima de suspense com o anonimato do responsável, de forma que as suspeitas recaiam sempre sobre Bruno Vilar ou Tony Castellamare. Há dois detalhes comuns a todos os crimes: o primeiro é que as vítimas foram todas mortas com um único tiro na cabeça de uma pistola com silenciador, de modo a não atrair atenções de terceiros; o outro é o fato de sempre aparecer uma fotografia do criminoso mirim conhecido por "Guri" afixada aos cadáveres como assinatura das mortes. Todas as mortes foram provocadas por Paulo Garzia (Nicola Siri) com a ajuda de Neide. Paulo arquitetou tudo, a começar pelas mortes da esposa e filhas gêmeas de Tony em Palermo, na intenção de colocar os Castellamare e os Vilar em guerra entre si, a fim de destruir os dois lados e então tomar para si mesmo os postos de líder das máfias sem jamais levantar suspeitas, um serial killer que assassinara vários personagens da trama, misteriosamente. O "Quem Matou?" é um artifício muito comum na TV brasileira que sempre chama grande atenção da mídia e do público.

## Produção
Na apresentação da sinopse, o autor Tiago Santiago se posicionou contra o fato da trama ter um protagonista ambíguo. Esse impasse causou mal estar dentro da emissora, e o Lauro César Muniz até ameaçou sair da Record.
As gravações da trama iniciaram-se em 19 de novembro de 2008, em Palermo, na Itália..
Os atores que viajaram para o país foram: Gabriel Braga Nunes, Bruno Padilha, Tuca Andrada, Mirian Freeland, Nicola Siri e Daniela Galli.
A emissora precisou pedir autorização ao governo italiano para que as cenas da novela fossem gravadas no país. De inicio, as autoridades ficaram receosas, pelo fato da trama abordar à máfia italiana. Porém, depois de um longo período de negociações,o governo do país autorizou a gravação das cenas.
O personagem Teolônio foi inspirado no então delegado da Polícia Federal Protógenes Queiroz..
A pedido do ministro do STF Gilmar Mendes, um personagem egresso do sistema penitenciário foi incluído.
O ator Gabriel Braga Nunes afirmou que se inspirou em Robert de Niro para dar vida ao seu personagem..
A emissora andou cortando cenas de sexo na trama, sem o consentimento do diretor Ignacio Coqueiro. De acordo com informações, os cortes estavam sendo feitos por pessoas ligadas à Igreja Universal.
O nome do bicheiro Leonel Pavão (Castrinho) chegou a causar certo desconforto ao então vice-governador de Santa Catarina,Leonel Pavan Algumas fontes da época dizem que o político chegou a pedir a troca do nome do personagem a emissora.

## Elenco
| Intérprete             | Personagem                         |
| ---------------------- | ---------------------------------- |
| Gabriel Braga Nunes    | Antônio Castellamare (Tony)        |
| Miriam Freeland        | Lígia Brandão                      |
| Palomma Duarte         | Fernanda Lira                      |
| Marcelo Serrado        | Bruno Vilar                        |
| Adriana Garambone      | Maura Orlim Vilar                  |
| Floriano Peixoto       | Rafael Cortês                      |
| Petrônio Gontijo       | Rodolfo Castellamare (Rudi)        |
| Tuca Andrada           | Delegado Téo Meira                 |
| Maria Ribeiro          | Detetive Marília de Castro         |
| Patrícia França        | Janaina Fagundes (Nina)            |
| Guilherme Boury        | Pedro Orlim Vilar                  |
| Nicola Siri            | Paulo Garzia                       |
| Gracindo Júnior        | Don Caló Castellamare              |
| Lu Grimaldi            | Mama Freda Castellamare            |
| André Bankoff          | André Campos                       |
| Fernanda Nobre         | Luísa Orlim Vilar                  |
| Miguel Thiré           | Douglas Arno (Dog)                 |
| Karen Junqueira        | Regina Castellamare (Gigi)         |
| Luciana Braga          | Laila Karin                        |
| Fernando Pavão         | Khalid Haissa Kwyis                |
| Cecil Thiré            | Armando Orlim                      |
| Bete Coelho            | Vânia Orlim                        |
| Maria Carolina Ribeiro | Neide Queiroz                      |
| Carlos Bonow           | Roberto Baruel (Baruel)            |
| Antônio Abujamra       | Marco Iago                         |
| Luiz Guilherme         | Lucas Sampaio                      |
| Rodrigo Simas          | Bruno Villar Jr.                   |
| Ricardo Petraglia      | Sérgio Barreto (Serjão)            |
| Nill Marcondes         | Detetive Felício Nogueira          |
| Bruno Padilha          | Detetive Renato Jardim             |
| Luma Costa             | Isabel Borges (Bebel)              |
| Renan Pitanga          | Armando Orlim Neto (Nando)         |
| Fany Georguleas        | Daniela Amaral                     |
| Martha Mellinger       | Drª. Helena Miranda                |
| Sônia Lima             | Teresa Garzia                      |
| Adriana Londoño        | Nícia Silva                        |
| Leandro Léo            | João Leme (Gigante)                |
| Marly Bueno            | Sônia Meira                        |
| Sônia Guedes           | Berenice de Castro                 |
| Eliana Guttman         | Dulce Orlim                        |
| Manoelita Lustosa      | Lurdes Leme                        |
| Castrinho              | Leonel Pavão                       |
| Roberto Birindelli     | Francesco Tucci                    |
| Marcelo Escorel        | Sílvio de Carlo                    |
| Betty Erthal           | Nida                               |
| Joaquim Lopes          | Marcelo                            |
| Cristina Fagundes      | Maria                              |
| Bruna Pietronave       | Bruna Maria Tucci                  |
| Júlia Sabugosa         | Miquelina Vaz (Mimi)               |
| Augusto Zacchi         | Domi Santino                       |
| D'Artagan Júnior       | Deputado Juraci Ramos              |
| Xando Graça            | Felipe Caroté                      |
| Lucas Cotrim           | Gustavo Silva                      |
| João Vítor da Silva    | Eduardo di Salaparuta Castellamare |
| Júlia Oliva            | Juliana Silva                      |

### Participações especiais
| Ator                  | personagem                                    |
| --------------------- | --------------------------------------------- |
| Rogério Fróes         | Senador Ari Monteiro de Mello / Capo Palacios |
| Paulo Gorgulho        | José Santana                                  |
| Márcio Kieling        | Alberto de Castro / Hélio                     |
| Milhem Cortaz         | Clóvis Fernandes                              |
| Bemvindo Sequeira     | Vítor Danesi                                  |
| Francisca Queiroz     | Antônia Valentim Cortéz                       |
| Daniela Galli         | Condessa Marina de Salaparuta                 |
| Sacha Bali            | Arthur                                        |
| Luiz Carlos de Moraes | Tavares                                       |
| Paulo Lessa           | Júlio                                         |
| Gisele Tigre          | Vilma                                         |
| Charles Myara         | Promotor Valdir Cruz                          |
| Caco Baresi           | Jorge                                         |
| Gero Pestalozzi       | Osmar da Nazaré                               |
| Edyr Duque            | Rosa Nunes / Donata                           |
| Lafayette Galvão      | Dr. Figueiroa                                 |
| Tião D'Ávila          | Geraldo                                       |
| Daniel Barcellos      | Odair Fernandes                               |
| Marcos Barreto        | Delegado Xavier                               |
| Rodolfo de Freitas    | Ari (jovem)                                   |
| Jorge Pontual         | Diógenes (ator da novela Mascaradas)          |
| Leandro Lima          | Caio (Mafioso)                                |

## Audiência
O primeiro capítulo da trama teve média de 13 pontos, e picos de 15.  Durante as primeiras semanas, manteve uma audiência estável, pois dividia o horário com os últimos capítulos de Chamas da Vida. Após o fim desta, a audiência da novela despencou.
Mesmo mantendo a vice-liderança para a Record, em três meses a trama perdeu cerca de 40% dos telespectadores da trama anterior. Além disso, a audiência não ameaçava mais a Rede Globo 
O último capítulo teve 17 pontos de média e 20 de pico. A trama encerrou com 11 pontos de média (10,62).

## Exibição Internacional
| País                 | Canal                | Título local   |
| -------------------- | -------------------- | -------------- |
| Brasil               | Record               | Poder Paralelo |
| Portugal             | RTP SIC              | Poder Paralelo |
| Moçambique           | TV Miramar           | Poder Paralelo |
| Cabo Verde           | TV Record Cabo Verde | Poder Paralelo |
| Japão                | TV Record Japan      | Poder Paralelo |
| União Europeia       | TV Record Europa     | Poder Paralelo |
| República Dominicana | Telemicro            | Poder Paralelo |

## Trilha sonora
Capa: Logotipo da novela
1. "Bellissimo Cosí" - Laura Pausini (tema de abertura)
2. "L'Amore Che Viene" - Andrea Sisti e Paula Morelenbaum (tema de Tony e Lígia)
3. "Falando Sério" - Maurício Manieri (tema de Tony e Fernanda)
4. "Luiza" - Gabriel Guerra (tema de Luiza)
5. "I Migliori Anni Della Nostra Vita" - Jim Porto e Coral das Princesas de Petrópolis
6. "Estou Morrendo Aos Poucos" - KLB (tema de Pedro e Nina)
7. "Firmamento (Wrong Girl To Play With)" - Opinião Pública" - part. especial Tony Garrido
8. "Ronda" - Mariana Belém
9. "Lucevan Le Stelle" - Carlos Slivskin (tema da família Castellammare)
10. "Insensatez" - Fernanda Takai (tema de Fernanda)
11. "Os Cegos Do Castelo" - Milena Monteiro
12. "Chuva De Verão" - Mariana Bravo
13. "Saindo De Mim" - Aline Muniz
14. "Fim De Tarde (Perdi Você)" - Soraia Bauer (tema de Antônia e Rafael)
15. "Amar Assim" - Mauricio Gasperini ( tema de Maura)
16. "Vou Ganhar Você" - Franco Levine (tema de Domi e Nícia)